# サンガーノ
サンガーノ（伊: Sangano）は、イタリア共和国ピエモンテ州トリノ県にある、人口約3,700人の基礎自治体（コムーネ）。

## 地理

### 位置・広がり

#### 隣接コムーネ
隣接するコムーネは以下の通り。
- ブルイーノ
- ピョッサスコ
- レアーノ
- リヴァルタ・ディ・トリーノ
- トラーナ
- ヴィッラルバッセ

## 姉妹都市
- ディアマンティーナ、ブラジル